# Pentti Laaksonen
Pentti Laaksonen, né le 13 janvier 1929, à Helsinki, en Finlande et décédé le 29 avril 2005, à Montebello, en Espagne, est un ancien joueur finlandais de basket-ball.